# Saint-Tharcisius
Saint-Tharcisius es un municipio parroquial canadiense situado en la provincia de Quebec.

## Superficie
Saint-Tharcisius tiene una superficie de 78,84 km².

## Demografía
En 2021, tenía 411 habitantes, una densidad poblacional de 5,2 hab./km², y 199 viviendas.